# Adesmia pumahuasiana
Adesmia pumahuasiana är en ärtväxtart som beskrevs av Ulibarri. Adesmia pumahuasiana ingår i släktet Adesmia och familjen ärtväxter. Inga underarter finns listade i Catalogue of Life.